# Ladislaus II av Ungern
Ladislaus II av Ungern, född 1131, död 1163, var en ungersk monark; kung från 1162 till 1163. Han efterträdde sin bror och efterträddes av sin brorson. 